# Crenavolva
Crenavolva là một chi ốc biển, là động vật thân mềm chân bụng sống ở biển thuộc họ Ovulidae.

## Các loài
Các loài thuộc chi Crenavolva bao gồm:
- Crenavolva aureola (Fehse, 2002)[2]
- Crenavolva chiapponii Lorenz & Fehse, 2009[3]
- Crenavolva cruenta Gowlett-Holmes & Holmes, 1989[4]
- Crenavolva grovesi Lorenz & Fehse, 2009[5]
- Crenavolva guidoi Fehse, 2002[6]
- Crenavolva janae Lorenz & Fehse, 2009[7]
- Crenavolva leopardus Fehse, 2002[8]
- Crenavolva marmorata Fehse, 2007[9]
- Crenavolva martini Fehse, 1999[10]
- Crenavolva matsumiyai Azuma, 1974[11]
- Crenavolva philippei Lorenz & Fehse, 2009[12]
- Crenavolva striatula (G.B. Sowerby I, 1828)[13]
- Crenavolva tinctura (Garrard, 1963)[14]
- Crenavolva tokuoi Azuma, 1989[15]
- Crenavolva traillii (A. Adams, 1855)[16]
- Crenavolva virgo (Azuma & Cate, 1971)[17]
- Crenavolva vitrea (Omi & Iino, 2005)[18]